# 그래픽 사이언티스트
컴퓨터 그래픽스 분야에 종사하는 소프트웨어 엔지니어 직업군에 대해 미국 업계에서 일반적으로 일컫는 표현. 미국의 주요 영화 제작회사에는 일반화 된 직업군으로서 감독과 연기자가 직접 연출하기 힘든 장면을 기술적으로 구현하는 것이 이들의 몫이다.
이들이 담당하는 역할 및 업무의 성격에 따라 아래와 같이 구분될 수 있다.
- 프로덕션 소프트웨어 엔지니어
- 플러그인 프로그래머

이런 역할 구분은 회사나 프로젝트의 규모에 따라 결정되는 경우가 많은데 픽사는 랜더맨과 같은 자체 개발 소프트웨어를 보유하고 있고 컴퓨터 애니메이션 제작 과정에 있어 많은 부분을 기성 그래픽 소프트웨어인 3D 스튜디오 맥스나 마야를 사용하지 않고 자체 개발한 알고리즘을 구현해서 프로젝트의 기술적 문제들을 해결한다. 픽사에는 이렇게 개발한 소프트웨어 알고리즘과 스튜디오 툴에 대해 소프트웨어 버그를 수정하는 등의 유지 및 관리 작업과 최신의 기술적 요구사항들에 대한 소프트웨어적인 해결책을 찾아낼 역할을 하는 프로덕션 소프트웨어 엔지니어라는 직업군을 갖고 있으며 이는 그래픽 사이언티스트의 구체적인 사례라 할 수 있다. 비슷한 사례로 드림웍스도 자체 제작한 스튜디오 툴을 사용하고 있는데 애니메이션, 애플리케이션, 리소스 관리, 기하체 툴 등의 세부 모듈이 존재하고
소프트웨어 엔지니어라는 직업군 아래 각 세부 모듈 담당자를 모집하고 있다. 이들의 주된 업무가 스튜디오의 그래픽 아티스트들이 당면한 기술적 문제들을 과학적인 방법으로 해결하는 것이다.
플러그인 프로그래머는 3D 스튜디오 맥스나 마야에 존재하는 기능을 개선하거나 새로운 기술을 구현해 그래픽스 소프트웨어가 해결하지 못하는 컴퓨터 애니메이션 제작 상의 문제점을 해결하는 역할을 한다. 제작사나 프로젝트가 기존의 상용 소프트웨어만 사용해서 프로젝트를 진행하는 경우에는 그래픽 사이언티스트들의 역할은 플러그인을 제작해서 기술적 문제를 해결하는 것이 된다.

## 업무사항
- 그래픽스 소프트웨어와 시스템을 유지 보수하거나 개발한다
- 아티스트가 해결하기 힘든 기술적인 문제들을 프로덕션 직원과 협업을 통해 해결한다
- 제작에 관한 중요한 기술적 이슈 및 문제들에 대한 분석과 해결을 담당한다
- 최신 기술의 트랜드를 이해하고 이를 제작사의 소프트웨어 기술로서 반영한다
- 그래픽 소프트웨어가 지원하지 않는 신기술을 구현해서 콘텐츠의 표현력을 증대시킨다

## 기술적인 요구사항
- C++, C의 전문가로서 소프트웨어 엔지니어링을 경험
- Python과 같은 스크립팅 기술 경험
- 전산학 관련 학사 이상의 학위
- OpenGL에 대한 이해
- 리눅스나 유닉스 운영 체제에 대한 이해

## 관련회사 및 기관
- 해외
  - 픽사
  - 드림웍스
  - 리듬앤휴즈
  - 소니픽쳐스
- 국내
  - FxGear : https://web.archive.org/web/20090121143947/http://fxgear.net/
  - 매크로그래프 : https://web.archive.org/web/20081011045058/http://www.macrograph.co.kr/
  - ETRI :http://www.etri.re.kr/ 보관됨 2012-12-06 - 웨이백 머신

## 연관 직업
- 테크니컬 디렉터